# Anita Uwagbale
Anita Queen Uwagbale, da sposata Anita Iseghohi, (Stato di Edo, 3 marzo 1976), è una modella nigeriana, eletta Most Beautiful Girl in Nigeria 2004.
Ha rappresentato la Nigeria a Miss Universo 2004 e Miss Mondo 2004, dove ha ottenuto il titolo di Regina Continentale dell'Africa.
Anita Uwagbale ha trascorso la maggior parte della propria vita nel Lagos finché non è stata ammessa presso il Madonna University, di Port Harcourt per studiare contabilità. In seguito è diventata una imprenditrice, ed ha sposato Tom Iseghohi, dal quale ha avuto due figli.